# Boca de Balsa
Boca de Balsa è un comune (corregimiento) della Repubblica di Panama situato nel distretto di Besiko, comarca di Ngäbe-Buglé. Si estende su una superficie di 119,5 km² e conta una popolazione di 3.053 abitanti (censimento 2010).